# Зедадка, Аким
Аки́м Зеда́дка (араб. حكيم زدادكة‎; род. 30 мая 1995, Пертюи) — алжирский футболист, защитник клуба «Сабах|» и сборной Алжира.

## Клубная карьера
Зедадка родился во Франции, имеет французское и алжирское гражданство.
В 2017 году Аким Зедадка перешел в «Сен-Ремуаз» из низшей французской лиги. Затем в 2019 году стал игроком «Клермона», сыграв 95 матчей и сумел забить два гола.
30 июня 2022 года Аким подписал трёхлетний контракт с клубом Лиги 1 «Лилль». 9 декабря 2022 года перешёл в «Осер» на правах аренды до конца сезона 2022/23 годов.
1 февраля 2024 года Зедадка был отдан в аренду в испанскую «Реал Сарагосу».

## Карьера в сборной
Аким Зедадка был вызван в национальную сборную Алжира в мае 2022 года. Дебютировал за сборную Алжира 12 июня 2022 года в товарищеском матче против Ирана, его сборная одержала победу со счетом 2:1.